# Аркауловский сельсовет
Аркауловский сельсовет — муниципальное образование в Салаватском районе Башкортостана.
Административный центр — село Аркаулово.

## История
В соответствии с законом о границах, статусе и административных центрах муниципальных образований в Республике Башкортостан имеет статус сельского поселения.

## Население
| 2002  | 2009  | 2010  | 2011  | 2012  | 2013  | 2014  |
| ----- | ----- | ----- | ----- | ----- | ----- | ----- |
| 2114  | ↗2194 | ↘1956 | ↗2264 | ↘1935 | ↘1906 | ↘1862 |
| 2015  | 2016  | 2017  | 2018  |       |       |       |
| ↘1852 | ↘1829 | ↘1806 | ↘1796 |       |       |       |

## Состав сельского поселения
| № | Населённый пункт | Тип населённого пункта       | Население |
| - | ---------------- | ---------------------------- | --------- |
| 1 | Аркаулово        | село, административный центр | ↘1439     |
| 2 | Бешевлярово      | деревня                      | ↘220      |
| 3 | Куселярово       | деревня                      | ↘171      |
| 4 | Махмутово        | деревня                      | ↘100      |
| 5 | Яубуляково       | деревня                      | ↘26       |

## Известные жители и уроженцы
- Абубакиров, Риза Вахитович (10 октября 1902 — 10 июля 1938) — советский государственный деятель, Народный комиссар просвещения Башкирской АССР (1930—1935), расстрелян 10 июля 1938, реабилитирован 8 декабря 1956[17][18].
- Баик Айдар (1 декабря 1710 — 1 октября 1814) — известный башкирский поэт-импровизатор, сэсэн, певец, борец за справедливость и свободу башкирского народа[19][20].
- Гайфуллин, Абдрахман Зайнуллович (6 сентября 1908 — 17 апреля 1945) — участник Великой Отечественной войны, гвардии лейтенант, Герой Советского Союза[21][22].
- Гарипов, Рами Ягафарович (12 февраля 1932 — 20 февраля 1977) — башкирский поэт, Народный поэт Башкортостана (1992, посмертно)[23][24].
- Головин, Алексей Степанович (1 января 1912 — 5 мая 1981) — сержант, Герой Советского Союза[25][26].
- Зайнетдинов, Энгель Ахметович (род. 22 ноября 1937) — советский российский нефтяник, учёный, топ-менеджер, журналист[27].
- Искандарова, Ханифа Сиражевна (род. 20 марта 1928) — учительница Аркауловской средней школы БАССР, Заслуженный учитель школы РСФСР (1967), Герой Социалистического Труда (1968), депутат Верховного Совета СССР VIII, IX созывов (1970—1979), Народный учитель СССР (1982)[28].
- Каймирасов, Низаметдин (1903 — ?) — Народный комиссар финансовых дел Башкирской АССР (1930—1937).
- Нуриев, Дамир Ахметович (род. 1941) — декан факультета философии и социологии Башкирского государственного университета (? — 2010), доктор философских наук, профессор.
- Тухватуллин, Шакирьян (? — ?) — Народный комиссар земледелия Башкирской АССР (1926—1929).
- Утягулов, Зубай Тухватович (15 сентября 1913 — 15 января 1943) — в конце 30-х годов преподавал башкирский язык и литературу, участник Великой Отечественной войны, Герой Советского Союза[29][30].
- Ханов, Хадый (1895 — ?) — председатель коллегии Верховного суда БАССР.
- Ханов, Чингиз Хадыевич (30 декабря 1915 — 1941) — советский башкирский писатель, переводчик[31][32].
- Харисов, Фаррух Харисович (31 декабря 1918 — 13 января 1945) — участник Великой Отечественной войны, полный кавалер ордена Славы[33][34].
- Юсупов, Харис Мунасипович (24 августа 1929 — 7 июня 2009) — профессор Челябинского института физической культуры, чемпион СССР по дзюдо, самбо, национальной борьбе кураш (1960)[35][36].

## Достопримечательности
- Музей Рами Гарипова — музей с экспозицией из личных вещей, рукописей, стенгазет и портретов поэта[37][38][39].